# Giulia Stürz
Giulia Stürz (* 20. Juni 1993) ist eine ehemalige italienische Skilangläuferin.

## Werdegang
Stürz startete erstmals im Dezember 2013 in St. Ulrich am Pillersee beim Freistil-Sprint im Alpencup und gewann das Rennen gleich. Einen Monat später siegte sie in Chamonix erneut im Sprint. Bei den anschließenden U23-Weltmeisterschaften im Fleimstal gewann Stürz Bronze im Sprint und wurde Fünfte im Skiathlon. Im Februar 2014 gelang ihr mit der italienischen Freistilstaffel ein Sieg beim Alpencup in Oberwiesenthal. Einen Monat später gab Stürz in Lahti ihr Debüt im Weltcup, wo sie Rang 53 im Sprint und Platz 61 über 10 km klassisch belegte. In der Saison 2014/15 startete sie in Davos und bei der Tour de Ski erneut im Weltcup, verpasste aber jeweils die Punkteränge. Anfang Februar 2015 gewann Stürz bei den U23-Weltmeisterschaften in Almaty im Sprint und mit der Staffel jeweils Bronze und wurde Zehnte über 10 km Freistil. Anschließend siegte sie beim Alpencup in Campra bei einem Etappenrennen und gewann den Sprint in Rogla. Bei den Rollerski-Weltmeisterschaften 2015 im Fleimstal gewann Stürz an der Seite von Gaia Vuerich die Silbermedaille im Teamsprint. Bei den U23-Weltmeisterschaften 2016 in Râșnov lief sie auf den 15. Platz im Sprint, auf den 12. Rang über 10 km Freistil und auf den neunten Platz über 10 km klassisch. In der Saison 2017/18 erreichte sie in Dresden mit dem 15. Platz im Sprint ihr bestes Resultat im Weltcupeinzel und startete in Seefeld in Tirol letztmals im Weltcup, wobei sie den 59. Platz im 10-km-Massenstartrennen errang.

## Erfolge
| Nr. | Datum             | Ort                     | Disziplin                      | Serie    |
| --- | ----------------- | ----------------------- | ------------------------------ | -------- |
| 1.  | 13. Dezember 2013 | St. Ulrich am Pillersee | 1,2 km Sprint Freistil         | Alpencup |
| 2.  | 10. Januar 2014   | Chamonix                | 1,2 km Sprint Freistil         | Alpencup |
| 3.  | 22. Februar 2015  | Campra                  | Gesamtwertung Etappenrennen    | Alpencup |
| 4.  | 28. Februar 2015  | Rogla                   | 1,2 km Sprint Freistil         | Alpencup |
| 5.  | 10. Januar 2016   | Planica                 | 10 km Freistil Individualstart | Alpencup |

| Nr. | Datum            | Ort            | Disziplin                   | Serie    |
| --- | ---------------- | -------------- | --------------------------- | -------- |
| 1.  | 23. Februar 2014 | Oberwiesenthal | 3 × 5 km Staffel Freistil 1 | Alpencup |

| Nr. | Datum              | Ort           | Disziplin                        |
| --- | ------------------ | ------------- | -------------------------------- |
| 1.  | 21. September 2014 | Val di Fiemme | 6 × 2,3 km Teamsprint Freistil 2 |